# Steindachnerina notograptos
Steindachnerina notograptos är en fiskart som beskrevs av Paulo Henrique Franco Lucinda och Richard P. Vari 2009. Steindachnerina notograptos ingår i släktet Steindachnerina och familjen Curimatidae. Inga underarter finns listade i Catalogue of Life.